# ヨツキボシカミキリ
ヨツキボシカミキリ Epiglenea comes は小型のカミキリムシの1種。前翅に黄色の縦帯模様があり、その後方が左右2個ずつ孤立している。

## 特徴
体長9～11mmの小型のカミキリムシ。頭部は小さいが複眼は大きい。触角は雄では体より長く、雌では体長とほぼ等しい。各節とも円筒形で第3節が最も長い。前胸は短い円筒形で、前翅は細長く、先端は幅広く切り落とされたような形となっている。前翅の側面は下向きに曲がるが側縁室はない。背面はやや扁平で、前胸からこの部分に点刻が一面にある。歩脚は短めで、中脚の勁節は外側が浅く抉られる。
体の表面は全体に灰黄色の短い伏せた毛が密生しており、また背面には黄褐色の長い毛を多数持つ。頭頂から後頭にかけては黒く、複眼はその内側に沿って淡黄色の縁取りがあり、前頭は灰白色、大?は黒い。前胸は黒地で中央正中線沿いと両側は淡黄色となっている。前翅は黒く、基部から中央を越えた辺りまで太い黄色の帯状の縦班があり、その先に2個の黄色の斑紋がある。前翅を閉じ合わせると2本の帯状の黄色い縦班に続いて4個の黄色の斑紋が並ぶ形になる。またその全体に短い灰黄色の短毛が覆っている。腹面は黒く、歩脚は黄褐色で、それらを灰白色の短毛が覆う。触角の先端側6節には灰白色の微毛があり、それ以外の節は黒褐色となっている。

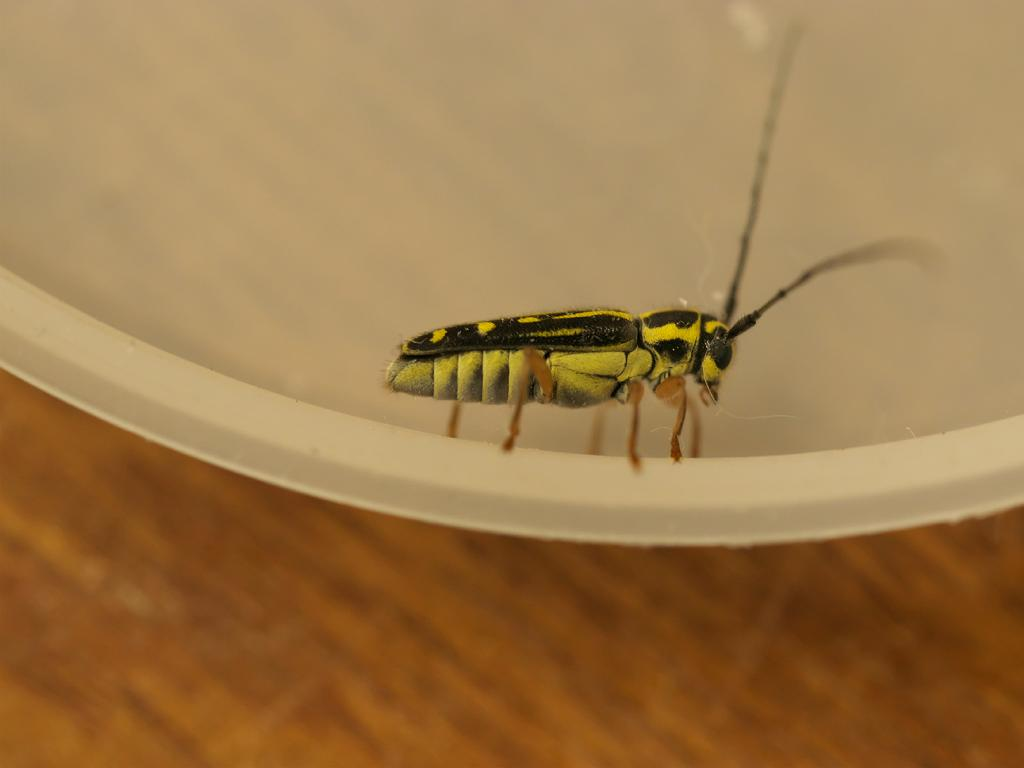
側面

## 分布
日本では北海道、本州、伊豆諸島、飛島、粟島、佐渡島、壱岐島、四国、九州、対馬、種子島、屋久島、国外では朝鮮半島、中国、北ベトナムに分布する。なお種としては台湾とミャンマーにそれぞれ亜種が分布している。

## 生態など
成虫は5～7月に出現し、オニグルミ、ヤマウルシ、ヌルデの生きた葉の葉脈を葉裏から食べる。また産卵のためにヌルデの伐採木に集まる。幼虫の餌になるのは主にヌルデ、ヤマウルシであるが、それ以外の広葉樹にも広く見られる。幼虫は餌植物の伐採枝などの樹皮下を食い進み、材の部分に蛹室を作る。

## 分類など
本種の属するヨツキボシカミキリ属 Epiglenea Bates, 1884 はキクスイカミキリ属 Phytoecia にごく近いものであり、その亜属として扱われることもあるが、前脚の基節窩の後方が完全に閉じていて開かない点が異なる。種としては本種1種のみからなり、上述のように日本産のものを基亜種とし、他に2亜種が知られる。